# Schizma akacjańska
Schizma akacjańska – okres zerwania wspólnoty między Kościołem rzymskim i patriarchatem konstantynopolitańskim w latach 484–519.
Przyczyną schizmy były opory części chrześcijaństwa wschodniego przed przyjęciem kanonów soboru chalcedońskiego. Na wschodzie, głównie w Egipcie, narastał spór między zwolennikami Chalcedonu a monofizytami. Ostatecznie w sprawę wmieszał się cesarz Zenon Izauryjczyk, który postanowił wygasić spory dogmatyczne i przywrócić jedność ze zwolennikami monofizytyzmu.
W 482 roku z inicjatywy cesarza ogłoszono dokument (a właściwie list do Kościoła Egiptu) zwany Henotikon (Akt Jedności). Dokument uznawał za podstawę wiary jedynie kanony pierwszych trzech soborów i nakładał anatemę na tych którzy głosili inne doktryny w Chalcedonie czy gdziekolwiek indziej. Kościół wschodni przywrócił jedność z monofizytami, jednak za cenę zerwania jedności z Rzymem. W 484 roku papież Feliks III wezwał Zenona do przyjęcia postanowień soboru w Chalcedonie i obłożył ekskomuniką patriarchę Konstantynopola Akacjusza.
Po śmierci Akacjusza w 489 r. i następnie Zenona w 491, nowy patriarcha Konstantynopola Eufemiusz próbował przywrócić łączność z Rzymem, zwłaszcza że poparcie dla Henotikonu wśród ortodoksyjnego społeczeństwa bizantyjskiego było znikome. Następca Zenona na tronie cesarskim, Anastazjusz I był jednak zwolennikiem monofizytyzmu i złożył Eufemiusza z urzędu, utrzymując schizmę przez 27 lat swojego panowania.
Schizma zakończyła się dopiero w 519 r., gdy nowy cesarz Justyn I przyjął ponownie kanony soboru chalcedońskiego.